# Petja Pendarewa
Petja Moskowa Pendarewa (bulgarisch Петя Москова Пендарева, englisch Petya Moskova Pendareva; * 20. Januar 1971 in Kasanlak; † 7. Januar 2025) war eine bulgarische Leichtathletin, die sich auf den Sprint spezialisiert hatte. Mit der bulgarischen 4-mal-100-Meter-Staffel gewann sie 1994 die Bronzemedaille bei den Europameisterschaften in Helsinki und 2000 wurde sie in Gent Vizehalleneuropameisterin über 60 Meter.

## Sportliche Laufbahn
Erste internationale Erfahrungen sammelte Petja Pendarewa vermutlich im Jahr 1990, als sie bei den Juniorenweltmeisterschaften in Plowdiw mit 12,04 s im Halbfinale im 100-Meter-Lauf ausschied und mit der bulgarischen 4-mal-100-Meter-Staffel in 45,64 s den sechsten Platz belegte. Im Jahr darauf schied sie bei den Weltmeisterschaften in Tokio mit der Staffel mit 44,17 s im Vorlauf aus und 1993 schied sie bei den Weltmeisterschaften in Stuttgart mit 11,38 s im Viertelfinale über 100 Meter aus und schied im 200-Meter-Lauf mit 23,06 s im Semifinale aus. Im Jahr darauf belegte sie bei den Halleneuropameisterschaften in Paris in 7,24 s den vierten Platz im 60-Meter-Lauf und gelangte über 200 Meter mit 23,89 s auf Rang sechs. Im August wurde sie bei den Freiluft-Europameisterschaften in Helsinki in 11,41 s Sechste über 100 Meter und gewann mit der Staffel in 43,00 s gemeinsam mit Dessislawa Dimitrowa, Anelija Nunewa und Swetla Dimitrowa die Bronzemedaille hinter den Teams aus Deutschland und Russland. Anschließend belegte sie beim IAAF Grand Prix Final in Paris in 11,61 s den achten Platz über 100 Meter. 1995 schied sie bei den Weltmeisterschaften in Göteborg mit 11,55 s im Viertelfinale über 100 Meter aus und schied über 200 Meter mit 22,92 s im Semifinale aus. Im Jahr darauf schied sie bei den Halleneuropameisterschaften in Stockholm mit 7,41 s im Halbfinale über 60 Meter aus und im Juli kam sie bei den Olympischen Sommerspielen in Atlanta mit 11,59 s nicht über den Vorlauf über 100 Meter hinaus und schied auch mit der Staffel mit 44,19 s in der Vorrunde aus. Anschließend siegte sie in 11,99 s bei den Balkanspielen in Niš über 100 Meter.
1997 schied sie bei den Weltmeisterschaften in Athen mit 11,39 s im Viertelfinale über 100 Meter aus und ging im Halbfinale über 200 Meter nicht mehr an den Start. Im Jahr darauf schied sie bei den Halleneuropameisterschaften in Valencia mit 7,27 s im Semifinale über 60 Meter aus und kam über 200 Meter mit 24,24 s nicht über den Vorlauf hinaus. Im August belegte sie bei den Freiluft-Europameisterschaften in Budapest in 11,12 s den sechsten Platz über 100 Meter, ehe sie beim IAAF World Cup in Johannesburg mit der europäischen Auswahlstaffel über 4-mal 100 Meter in 43,70 s auf den siebten Platz gelangte. 1999 belegte sie bei den Hallenweltmeisterschaften in Maebashi in 7,12 s den sechsten Platz über 60 Meter und im Sommer schied sie bei den Freiluft-Weltmeisterschaften in Sevilla mit 11,28 s im Halbfinale über 100 Meter aus. Im Jahr darauf gewann sie bei den Halleneuropameisterschaften in Gent in 7,11 s die Silbermedaille über 60 Meter hinter der Griechin Ekaterini Thanou und im September schied sie bei den Olympischen Sommerspielen in Sydney mit 11,36 s im Viertelfinale über 100 Meter aus. 2001 belegte sie bei den Hallenweltmeisterschaften in Lissabon in 7,16 s den sechsten Platz über 60 Meter und 2003 schied sie bei den Hallenweltmeisterschaften in Birmingham mit 7,46 s im Semifinale aus. 2005 beendete sie dann ihre aktive sportliche Karriere im Alter von 34 Jahren.
1997 wurde Pendarewa bulgarische Meisterin im 100-Meter-Lauf.

## Persönliche Bestleistungen
- 100 Meter: 11,12 s (+2,0 m/s), 19. August 1998 in Budapest
  - 60 Meter (Halle): 7,04 s, 11. März 2001 in Lissabon
- 200 Meter: 22,78 s (−1,3 m/s), 1. August 1993 in Sofia
  - 200 Meter (Halle): 23,60 s, 12. März 1994 in Paris